# Inghiottimento stellare

Infografica su una stella simile al Sole che si evolve in una gigante rossa e che inghiotte un pianeta.

L'inghiottimento stellare è il processo in cui una stella alla fine della sua fase di sequenza principale della sua vita si espande in una stella gigante rossa e inghiotte alcuni o tutti i pianeti o le nane brune che orbitano attorno ad essa. La maggior parte dei sistemi planetari (circa il 61%), incluso il Sistema Solare, sperimenterà almeno un evento di inghiottimento stellare all'inizio della fusione dell'elio e vicino al primo dragaggio. Mentre l'inghiottimento dei pianeti può lasciare tracce, in particolare con il litio, viene rapidamente diluito. Lo stesso è il caso delle nane brune.
Tra circa cinque miliardi di anni, il Sole si evolverà dal ramo della sequenza principale in una gigante rossa. La sua espansione farà sì che inghiotta gran parte dei pianeti interni del Sistema Solare, tra cui Mercurio, Venere e forse la Terra.

## Vedi anche
- Binaria a contatto
- Collisione stellare
- Fusione di stelle di neutroni